# 伊茲梅爾區

伊茲梅爾區在敖萨德州的位置

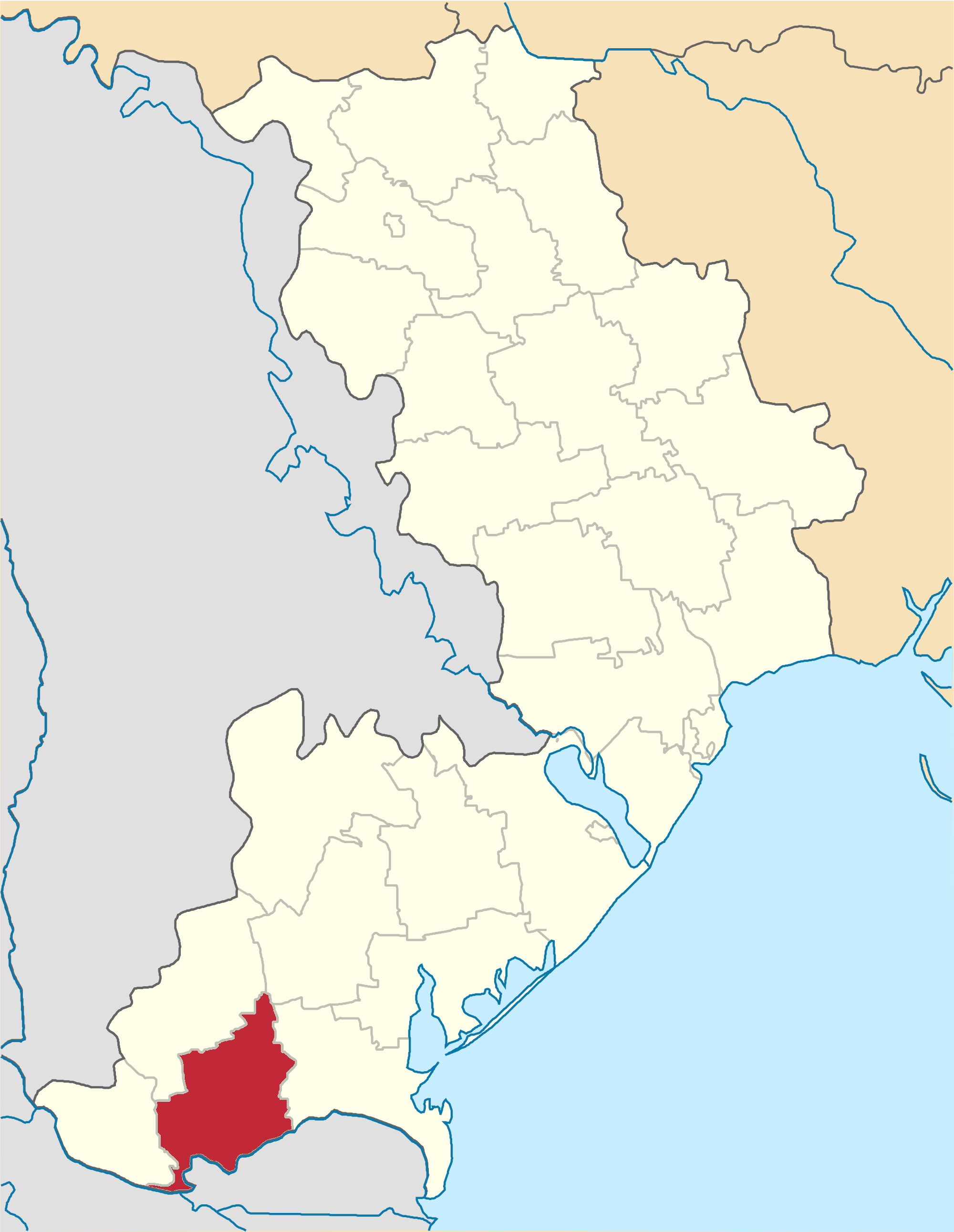
改革前伊茲梅爾區在敖萨德州的位置

伊茲梅爾區（烏克蘭語：Ізмаїльський район）是烏克蘭西南部敖德薩州的一個區，行政中心設於伊茲梅爾，面积为3,439.9平方公里，2021年人口数量为207,333人。

## 历史
2020年7月18日乌克兰施行了行政区划改革，敖德薩州的区份数量减至7个，伊茲梅爾區的面积显著扩大。改革前伊茲梅爾區的面積为1,254平方公里，2020年人口数量为50,568人。

## 行政区划
伊茲梅爾區下劃分為6個市鎮：
- 維爾科韋市鎮（烏克蘭語：Вилківська міська громада） (市級，行政中心：維爾科韋)
- 伊茲梅爾市鎮（烏克蘭語：Ізмаїльська міська громада） (市級，行政中心：伊茲梅爾)
- 基利亞市鎮（烏克蘭語：Кілійська міська громада） (市級，行政中心：基利亞)
- 雷尼市鎮（烏克蘭語：Ренійська міська громада） (市級，行政中心：雷尼)
- 蘇沃羅韋市鎮（烏克蘭語：Суворовська селищна громада） (鎮級，行政中心：蘇沃羅韋)
- 薩夫亞內市鎮（烏克蘭語：Саф'янівська сільська громада） (村級，行政中心：薩夫亞內)